# Фридман, Стэнтон
Стэнтон Фридман (29 июля 1934 — 13 мая 2019) — американский физик-ядерщик и уфолог, исследователь Розуэлльского инцидента. Считается первым гражданским исследователем этого события.

## Биография
Окончил в 1956 году Чикагский университет по специальности «ядерная физика» со степенью магистра; проживал в городе Фредериктон, Нью-Брансуик, Канада. После окончания университета и до 1980-х годов работал физиком в нескольких крупных компаниях, связанных со строительством атомных электростанций и космонавтикой. С 1968 года начал заниматься уфологией и с 1970 года даже отказался ради этого от полной занятости на своём месте работы.
Фридман, в отличие от многих учёных, являлся последовательным сторонником версии реального существования инопланетян. С 1970 года он написал несколько книг об уфологии и выступил с несколькими сотнями лекций в различных учебных и научных заведениях США и 16 других стран. Суть взглядов Фридмана сводилась к тому, что большинство сообщений об НЛО являются ложными, однако некоторые из них, и в их числе инцидент в Розуэлле, якобы доказывают реальность посещения Земли инопланетными кораблями. Им была разработана целая «теория», доказывающая, по его мнению, реальность «летающих тарелок», и свои выводы он позиционировал как базирующиеся на научном анализе.
Взгляды и деятельность Фридмана часто подвергаются жёсткой критике со стороны других учёных и скептиков; иногда его даже обвиняют в намеренных мистификациях. Национальное общество скептиков США опубликовало в 2001 году статью, в которой изложены его теории и их критика.